# Смердяга
Смердяга (Смердянка), устар. Смердяцка — река в России, протекает в Ивановской области. Устье реки находится в 16 км по правому берегу реки Вязьма. Исток реки теряется на торфоразработках в Тейковском районе Ивановской области, в 1 км северо-западнее населенного пункта Леушино Старое. Река протекает через озеро Рубское. Длина реки составляет 18 км.
Вдоль русла реки расположены населённые пункты (от устья к истоку): Щапово, Смердово.

## Притоки (км от устья)
- река Кокорь (правый)
- река Пахотка (правый)
- река Брюхониха (правый)
- Парновицкий ручей (левый)
- река Крутоберезовка (левый)
- река Стучашка (правый)
- река Устьянка (левый)
- 14 км: река Золотоструйка (правый)
- Барановский ручей (правый)
- река Чернавка (правый)

## Данные водного реестра
По данным государственного водного реестра России относится к Окскому бассейновому округу, водохозяйственный участок реки — Уводь от истока и до устья, речной подбассейн реки — Бассейны притоков Оки от Мокши до впадения в Волгу. Речной бассейн реки — Ока.
По данным геоинформационной системы водохозяйственного районирования территории РФ, подготовленной Федеральным агентством водных ресурсов:
- Код водного объекта в государственном водном реестре — 09010301012110000033151
- Код по гидрологической изученности (ГИ) — 110003315
- Код бассейна — 09.01.03.010
- Номер тома по ГИ — 10
- Выпуск по ГИ — 0